# Nova Britanija
Nova Britanija je največji otok Bismarckovega otočja v jugozahodnem Tihem oceanu, ki leži približno 88 km vzhodno od Nove Gvineje. Otok srpaste oblike je dolg približno 600 km in v najširšem delu širok  80 km, s površino 36.520 km² je med 40 največjimi otoki na svetu. Ozemlje pripada Papuanski Novi Gvineji, administrativno ga pokrivata provinci Zahodna in Vzhodna Nova Britanija.
Otok je geološko del ognjeniškega loka Nova Britanija–Nova Irska–Bougainville–Salomonovi otoki–Novi Hebridi z burno tektonsko aktivnostjo; zlasti ob severni obali Nove Britanije je več aktivnih ali polaktivnih ognjeniških polj. Med izbruhom leta 1994 so morali v celoti evakuirati nekdanje regionalno glavno mesto Rabaul, ki ga je prekril pepel.
Na Novi Britaniji živi približno pol milijona prebivalcev, zlasti na rodovitnih obalnih ravnicah na severovzhodnem delu, ki se pretežno ukvarjajo s kmetijstvom. Tradicionalna pridelka sta kopra in kakav. V zadnjih desetletjih izvajajo intenzivno izsekavanje nižinskih gozdov, kar ogroža bogato floro in favno otoka, ki med drugim predstavlja celoto ali pomemben del območja razširjenosti vsaj 37 vrstam ogroženih ptic. Hitrost izsekavanja za plantaže palm, kjer pridobivajo palmovo olje, je med najvišjimi v tem delu sveta, tako da samo iz province Zahodna Nova Britanija izvira več kot polovica hlodovine za izvoz iz vse Papuanske Nove Gvineje.